# Монтенарс
Монтенарс (итал. Montenars) —  коммуна в Италии, располагается в регионе Фриули-Венеция-Джулия, в провинции Удине.
Население составляет 572 человека (2008 г.), плотность населения составляет 27 чел./км². Занимает площадь 21 км². Почтовый индекс — 33010. Телефонный код — 0432.
Покровительницей коммуны почитаются святая Елена, празднование 18 августа, и святой Пётр (San Pietro).

## Демография
Динамика населения:

## Администрация коммуны
- Официальный сайт: http://www.comune.montenars.ud.it/